# Aspach (Moselle)
Aspach ist eine französische Gemeinde mit 37 Einwohnern (Stand 1. Januar 2022) im Département Moselle in der Region Grand Est (bis 2015  Lothringen). Sie gehört zum Arrondissement Sarrebourg-Château-Salins.

## Geografie
Aspach liegt etwa elf Kilometer südwestlich von Sarrebourg am Fuß der nordwestlichen Vogesen auf einer Höhe zwischen 283 und 355 m über dem Meer. Das Gemeindegebiet umfasst 4,13 km².

## Geschichte
Die kleine Gemeinde gehört seit 1661 zu Frankreich. 
Während des Zweiten Weltkrieges wurden die Einwohner von den Deutschen vertrieben; sie konnten erst nach der Befreiung zurückkehren.

### Bevölkerungsentwicklung
| Jahr      | 1962 | 1968 | 1975 | 1982 | 1990 | 1999 | 2007 | 2019 |
| Einwohner | 59   | 60   | 58   | 49   | 41   | 36   | 43   | 35   |